# Oospila subaurea
Oospila subaurata es una especie de polilla perteneciente a la familia Geometridae, descrita por el lepidopterólogo inglés William Warren en 1907, con distribución en Perú. 
Pertenece a un grupo de especies características morfológicas similares y que lleva el nombre de Oospila flavilimes. Como el resto de las especies del grupo, es una polilla color verde oscura.